# Gyöngyös
Gyöngyös è una città di 32 733 abitanti della contea di Heves, nell'Ungheria settentrionale.
Situata ai piedi della catena montuosa Mátra, ad una distanza di circa 80 km dalla capitale Budapest, la città è un importante centro vitivinicolo ed è anche sede di numerosi stabilimenti di produzione alimentare, compresa la produzione di latte e salumi.

## Amministrazione

### Gemellaggi
- Târgu Secuiesc
- Pieksämäki
- Ringsted
- Sanok
- Zeltweg
- Şuşa, dal 2013